# انتقام پدرخوانده
انتقام پدرخوانده (انگلیسی: The Godfather's Revenge) رمانی است که در سال ۲۰۰۶ به نویسندگی مارک وینگاردنر نوشته شده‌است. این رمان در ادامهٔ رمانی است که در سال ۲۰۰۴ با نام بازگشت پدرخوانده منتشر شد. این کتاب، چهارمین کتاب از مجموعه رمان‌های پدرخوانده است و از نظر ترتیب زمانی به عنوان آخرین کتاب از این مجموعه، قرارمی‌گیرد.
داستان از سال ۱۹۶۳ تا ۱۹۶۴ اتفاق می‌افتد و ماجرا را از جایی که کتاب «بازگشت پدرخوانده» به اتمام رسیده، دنبال می‌کند. این رمان به گناه مایکل کورلئونه در مورد وقایع پدرخوانده: قسمت دوم، به ویژه دستور مرگ برادرش فردو کورلئونه، پرداخته‌است. از دیگر حوادثی که در این داستان به آن پرداخته‌شده می‌توان به؛ برنامه‌های «نیک گراچی» برای انتقام‌جویی از کورلئونه‌ها و درگیر شدن تام هاگن در یک قتل و طرح‌ریزی یک نبرد و جنایت سازمان‌یافته بر ضد خانوادهٔ «شی» که تشابهی با خانواده کندی دارد، نام‌برد.
این رمان نقدهای مختلفی را دریافت کرد. همچنین توسط پارامونت پیکچرز که حق تکثیر فیلم‌های پدرخوانده را داراست، مجوز نگرفت.

## خلاصه داستان
مایکل کورلئونه کابوسی می‌بیند که در آن برادرش فردو (که مایکل از کشتن او سخت پشیمان است) به او درباره یک تهدید قریب‌الوقوع هشدار می‌دهد، اما نمی‌تواند مشخص کند که این تهدید چیست.  
کارلو ترامونتی، رئیس سندیکای جنایی نیواورلئان، در حالی معرفی می‌شود که توسط اداره مهاجرت به کلمبیا اخراج می‌شود، جایی که ادعا می‌شود شهروند آن است. در همین حال، دادستان کل دانیل شیا (که مشابه تاریخی بابی کندی است) جنگ خود با مافیا را اعلام می‌کند. تام هاگن در کلیسای پروتستانی در فلوریدا با جو لوکادلو، مأمور سیا، ملاقات می‌کند. لوکادلو به هاگن اطلاع می‌دهد که نیک گراسی، کاپو سابق خانواده کورلئونه که پس از فهمیدن نقشه مایکل برای کشتنش به خائن تبدیل شد، پیدا شده است. داستان سپس به شرح چگونگی زنده ماندن گراسی در یک پناهگاه زیرزمینی در زیر دریاچه ایری و آمادگی‌اش برای انتقام می‌پردازد. او با پدرش تماس می‌گیرد که به او کمک می‌کند تا به مکزیک فرار کند، و سپس با مومو بارونه، سرباز خانواده کورلئونه تحت فرماندهی کاپوی جدید ادی پارادایز، نقشه انتقامش را می‌کشد. در همین حال، هاگن به قتل زنی که با او رابطه داشت، متهم می‌شود.  
نیک گراسی در سیسیل با همسرش دوباره متحد می‌شود و انتقام از مایکل کورلئونه را آغاز می‌کند:  
- او تام هاگن را در مرداب‌های فلوریدا غرق می‌کند. سپس گراسی بسته‌ای حاوی یک تمساح مرده و کیف پول هاگن را برای مایکل می‌فرستد، پیامی مشابه آنچه در رمان اصلی پس از مرگ لوکا براسی به سانی کورلئونه فرستاده شد.  
- او با مومو بارونه ملاقات می‌کند و در ازای کمکش، وعده مقام مشاور را به او می‌دهد. مومو می‌پذیرد و اطلاعاتی درباره برنامه روزانه مایکل کورلئونه در اختیار گراسی قرار می‌دهد.  
- جیمی شیا، دوست قدیمی خانواده کورلئونه، در آستانه انتخابات مجددش به عنوان رئیس‌جمهور ایالات متحده ترور می‌شود، هرچند مشخص نیست که چه کسی مسئول این ترور است (شیا مشابه تاریخی جان اف. کندی است).  
- گراسی با دون استراچی تماس می‌گیرد و از او می‌خواهد تا با رأی کمیسیون، مایکل کورلئونه را برکنار کند. در نهایت، نیک رأی‌های لازم برای سرنگونی مایکل را به دست می‌آورد.  
- دون استراچی از نیک می‌خواهد با دون گرکو ملاقات کند، که تحت نفوذ استراچی، او نیز قرار است علیه مایکل رأی دهد. نیک در رستورانی در استاتن آیلند با او دیدار می‌کند. وقتی وارد می‌شود، متوجه می‌شود که مایکل او را در دام انداخته است. مایکل از مومو بارونه می‌خواهد تا نیک را بکشد تا وفاداری‌اش را ثابت کند. نیک اسلحه را می‌قاپد، دو محافظ را می‌کشد و آل نری را زخمی می‌کند، اما خودش نیز به شدت مجروح می‌شود. ادی پارادایز با شلیکی مرگبار، به زندگی او پایان می‌دهد.  
مایکل همچنین دستور اعدام افراد زیر را صادر می‌کند:  
- کارلو ترامونتی با شلیک به پشت سرش کشته شده و جسدش در بزرگراه رها می‌شود.  
- آگوستینو ریتزی، برادر کارلو ریتزی، که می‌خواست پرونده قتل برادرش را دوباره باز کند، بر اثر «علل طبیعی» می‌میرد.  
- جو لوکادلو با سیخ یخ در چشمش کشته می‌شود. 
- رنزو ساکریپانته در یک بار خفه می‌شود.  
- دو مرد توسط شیر ادی پارادایز خورده می‌شوند.  
پس از این وقایع، خاطرات گراسی با عنوان «معامله فائوستو» منتشر می‌شود و بعدها به فیلم‌های برنده اسکار تبدیل می‌شود، که مشابه موفقیت فیلم‌های «پدرخوانده» در دنیای واقعی است. بازیگران این فیلم‌ها دینا دان (که دیگر از مرگ فردو عبور کرده) و جانی فونتین (که رابطه‌اش با دخترانش را بهبود بخشیده و با فرانچسکا کورلئونه، دختر سانی کورلئونه، ازدواج کرده) هستند.  
کتاب با این صحنه‌ها به پایان می‌رسد: مایکل به آرامی خود را از دسترس کمیسیون خارج می‌کند، خواهرش کانی در نهایت مرگ‌پذیری خانواده و جایگاه خود در آن را می‌پذیرد، و در نهایت ریچی توگانز و ادی پارادایز میراث جنایت خانواده کورلئونه را ادامه می‌دهند.